# Václav Havel
Václav Havel (Praga, 5 de outubro de 1936 — Praga, 18 de dezembro de 2011) foi um estadista, autor, poeta, dramaturgo e dissidente tcheco. Havel foi o último presidente da Tchecoslováquia de 1989 a 1992, antes da dissolução da Tchecoslováquia em 31 de dezembro, antes de se tornar o primeiro presidente da República Tcheca de 1993 a 2003. Ele foi o primeiro presidente democraticamente eleito de qualquer um dos países após a queda do comunismo. Como escritor de literatura tcheca, ele é conhecido por suas peças, ensaios e memórias.
Suas oportunidades educacionais foram limitadas por sua origem burguesa, quando as liberdades eram limitadas pela República Socialista da Tchecoslováquia, Havel ganhou destaque como dramaturgo. Em obras como A Festa no Jardim e O Memorando, Havel usou um estilo absurdista para criticar o sistema comunista. Depois de participar da Primavera de Praga e ser colocado na lista negra após a invasão da Tchecoslováquia pelo Pacto de Varsóvia, ele se tornou mais ativo politicamente e ajudou a fundar várias iniciativas dissidentes, incluindo a Carta 77 e o Comitê para a Defesa dos Injustamente Processados. Suas atividades políticas o colocaram sob a vigilância da polícia secreta da StB, e ele passou vários períodos como prisioneiro político, o mais longo de seus períodos de prisão sendo de quase quatro anos, entre 1979 e 1983.
O partido Fórum Cívico de Havel desempenhou um papel importante na Revolução de Veludo que derrubou o sistema comunista na Tchecoslováquia em 1989. Ele assumiu a presidência logo depois e foi reeleito com ampla maioria no ano seguinte e após a independência da Eslováquia em 1993. Havel foi fundamental no desmantelamento do Pacto de Varsóvia e na expansão da adesão à OTAN para o leste. Muitas de suas posições e políticas, como sua oposição à independência da Eslováquia, a condenação do tratamento dado aos alemães dos Sudetos e sua expulsão em massa da Tchecoslováquia após a Segunda Guerra Mundial, bem como a concessão de anistia geral a todos os presos durante a era comunista, foram muito controversas internamente. No final de sua presidência, ele desfrutava de maior popularidade no exterior do que em casa. Havel continuou a sua vida como intelectual público após a sua presidência, lançando várias iniciativas, incluindo a Declaração de Praga sobre a Consciência Europeia e o Comunismo, a Fundação VIZE 97 e a conferência anual do Fórum 2000.
A filosofia política de Havel era de anticonsumismo, humanitarismo, ambientalismo, ativismo civil e democracia direta. Ele apoiou o Partido Verde Tcheco de 2004 até sua morte. Ele recebeu vários prêmios durante sua vida, incluindo a Medalha Presidencial da Liberdade, o Prêmio Gandhi da Paz, a Medalha da Liberdade da Filadélfia, a Ordem do Canadá, o Prêmio Quatro Liberdades, o Prêmio Embaixador da Consciência e o Prêmio de Cidadania Hanno R. Ellenbogen. O ano letivo de 2012-2013 no Colégio da Europa foi nomeado em sua homenagem. Ele é considerado por alguns um dos intelectuais mais importantes do século XX. O aeroporto internacional de Praga foi renomeado para Aeroporto Václav Havel de Praga em 2012.

## Biografia

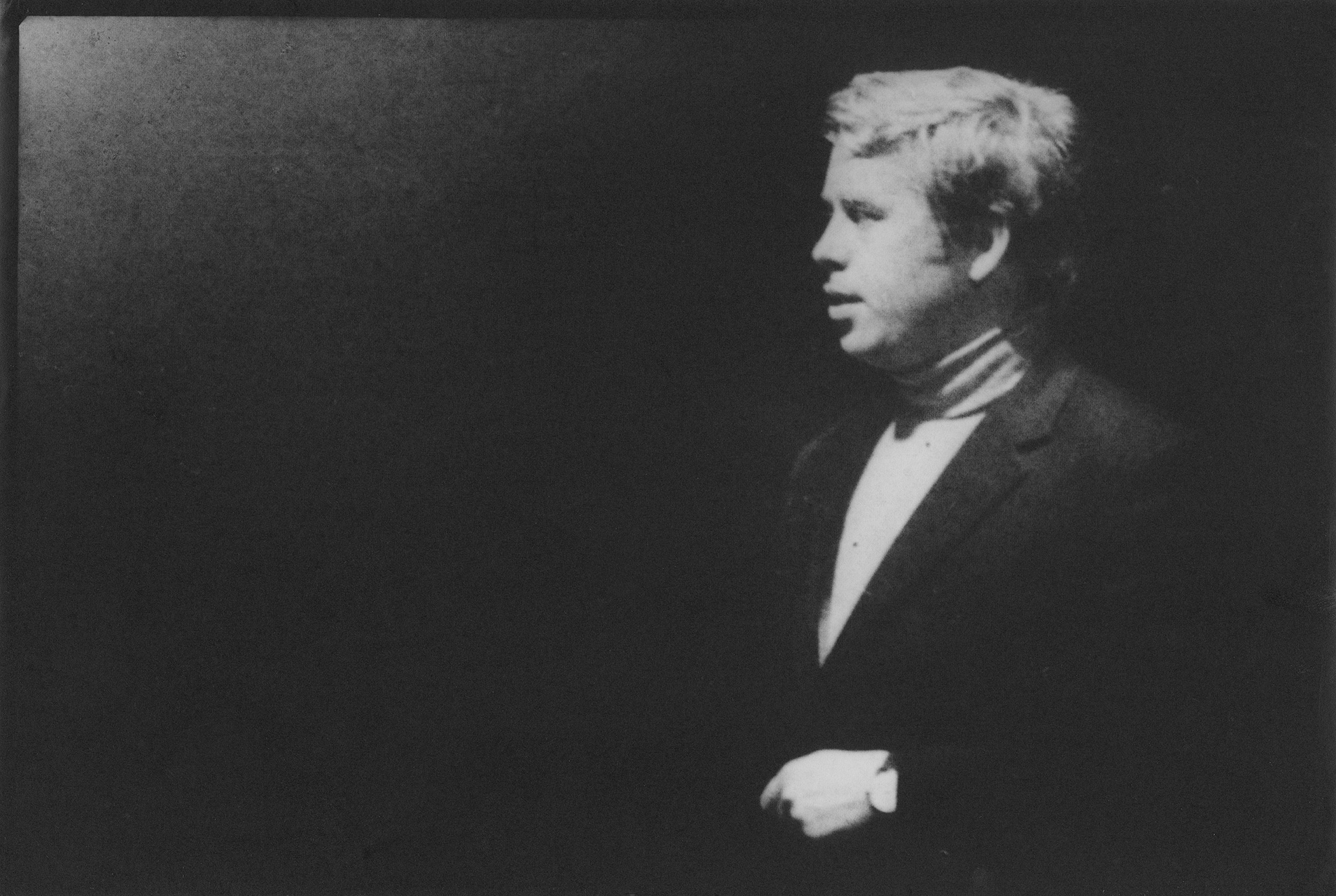
Havel em 1965

Havel nasceu em Praga em 5 de outubro de 1936 em uma família rica, famosa na Tchecoslováquia por suas realizações empresariais e culturais. Seu avô, Vácslav Havel, um empreendedor imobiliário, construiu um complexo de entretenimento histórico na Praça Venceslau, em Praga. Seu pai, Václav Maria Havel, era o empreendedor imobiliário por trás dos Terraços Barrandov suburbanos, localizados no ponto mais alto de Praga - ao lado do qual seu tio, Miloš Havel, construiu um dos maiores estúdios de cinema da Europa. A mãe de Havel, Božena Vavrečková, também veio de uma família influente; seu pai era um embaixador da Tchecoslováquia e um jornalista conhecido.
No início da década de 1950, devido à sua origem social, Havel iniciou um aprendizado de quatro anos como assistente de laboratório químico e, simultaneamente, teve aulas noturnas em um ginásio. Concluiu o ensino secundário em 1954.
Por razões políticas, ele não foi aceito em nenhuma escola pós-secundária com programa de humanidades; portanto, optou por estudar na Faculdade de Economia da Universidade Técnica Tcheca em Praga, mas desistiu depois de dois anos. Em 9 de julho de 1964, Havel casou-se com Olga Šplíchalová.

## Início da carreira teatral

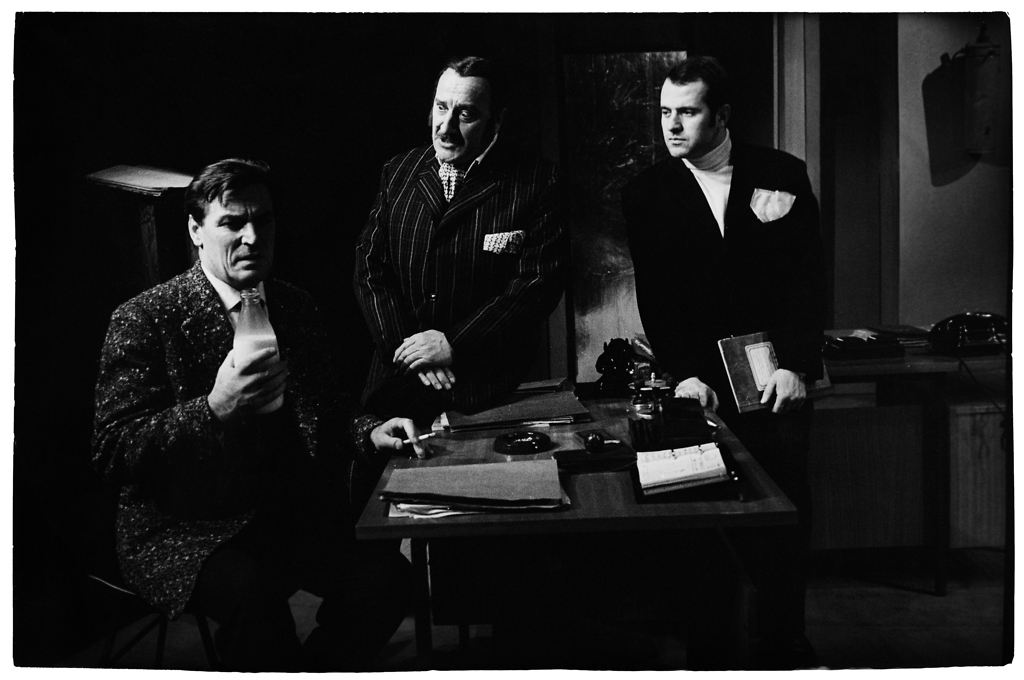
O Memorando do Teatro Dramático de Liubliana em 1969

A tradição intelectual da sua família foi essencial para a adesão de Havel ao longo da vida aos valores humanitários da cultura checa. Após terminar o serviço militar (1957–1959), Havel teve que adaptar suas ambições intelectuais às circunstâncias, especialmente às restrições impostas a ele como descendente de uma família burguesa. Ele encontrou emprego no mundo teatral de Praga como ajudante de palco no Teatro ABC de Praga – Divadlo ABC, e depois no Teatro na Balustrade – Divadlo Na zábradlí . Simultaneamente, ele estudou artes dramáticas por correspondência na Faculdade de Teatro da Academia de Artes Cênicas de Praga (DAMU). Sua primeira peça completa encenada em público, além de várias colaborações de vaudeville, foi A Festa no Jardim (1963). Apresentada em uma série do Teatro do Absurdo, no Teatro da Balustrade, esta peça lhe rendeu aclamação internacional. A peça foi logo seguida por O Memorando, uma de suas peças mais conhecidas, e O Aumento da Dificuldade de Concentração, todas no Teatro da Balustrade. Em 1968, O Memorando também foi levado ao The Public Theater em Nova York, o que ajudou a estabelecer a reputação de Havel nos Estados Unidos. O Public Theater continuou a produzir suas peças nos anos seguintes. Depois de 1968, as peças de Havel foram banidas do mundo teatral do seu próprio país, e ele não pôde sair da Tchecoslováquia para ver quaisquer apresentações estrangeiras das suas obras.

## Dissidente político

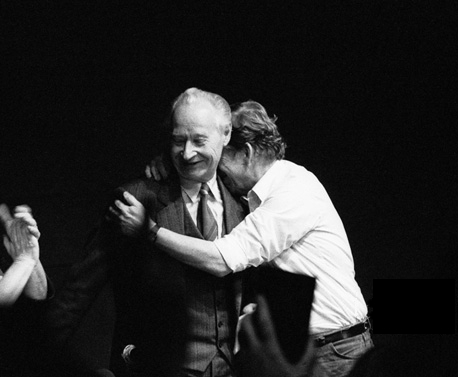
Havel abraça o ex-líder comunista Alexander Dubček em uma reunião no teatro Laterna Magika em Praga em 24 de novembro de 1989

Durante a primeira semana da invasão da Tchecoslováquia pelo Pacto de Varsóvia, em agosto de 1968, Havel auxiliou a resistência fornecendo uma narrativa no ar pela estação Rádio Tchecoslováquia Livre (em Liberec). Após a supressão da Primavera de Praga em 1968, ele foi banido do teatro e tornou-se mais ativo politicamente. Ele conseguiu um emprego na cervejaria Krakonoš em Trutnov, uma experiência sobre a qual escreveu em sua peça Audiência . Esta peça, juntamente com outras duas peças "Vaněk" (assim chamadas por causa do personagem recorrente Ferdinand Vaněk, um substituto de Havel), foi distribuída em formato samizdat por toda a Tchecoslováquia e contribuiu muito para a reputação de Havel como um dissidente de destaque (vários outros escritores tchecos escreveram posteriormente suas próprias peças com Vaněk). Essa reputação foi cimentada com a publicação do manifesto Carta 77, escrito parcialmente em resposta à prisão de membros da banda checa de rock psicodélico The Plastic People of the Universe; Havel compareceu ao julgamento deles, que se centrou na não conformidade do grupo em ter cabelos longos, usar obscenidades em sua música e seu envolvimento geral no movimento underground de Praga. Havel foi cofundador do Comitê de Defesa dos Injustamente Processados em 1979. Suas atividades políticas resultaram em múltiplas prisões pelas autoridades e constante vigilância governamental e interrogatórios pela polícia secreta (Státní bezpečnost). O seu período mais longo na prisão, de Maio de 1979 a fevereiro de 1983, está documentado em cartas à sua esposa que foram posteriormente publicadas como Cartas a Olga.
Ele era conhecido por seus ensaios, mais particularmente O Poder dos Impotentes (1978), no qual descreveu um paradigma social no qual os cidadãos eram forçados a "viver dentro de uma mentira" sob o regime comunista. Ao descrever seu papel como dissidente, Havel escreveu em 1979: "nunca decidimos nos tornar dissidentes. Fomos transformados neles, sem saber bem como, às vezes acabamos na prisão sem saber exatamente como. Simplesmente seguimos em frente e fizemos certas coisas que sentíamos que devíamos fazer, e que nos pareciam decentes de fazer, nada mais, nada menos."
A curta peça de Samuel Beckett de 1982, Catastrophe, foi dedicada a Havel enquanto ele estava preso como político na Tchecoslováquia. Ambas as peças foram publicadas pelo Index on Censorship, que em 2022 solicitou uma peça subsequente com temas semelhantes ao dramaturgo iraniano Reza Shirmarz.

## Presidência

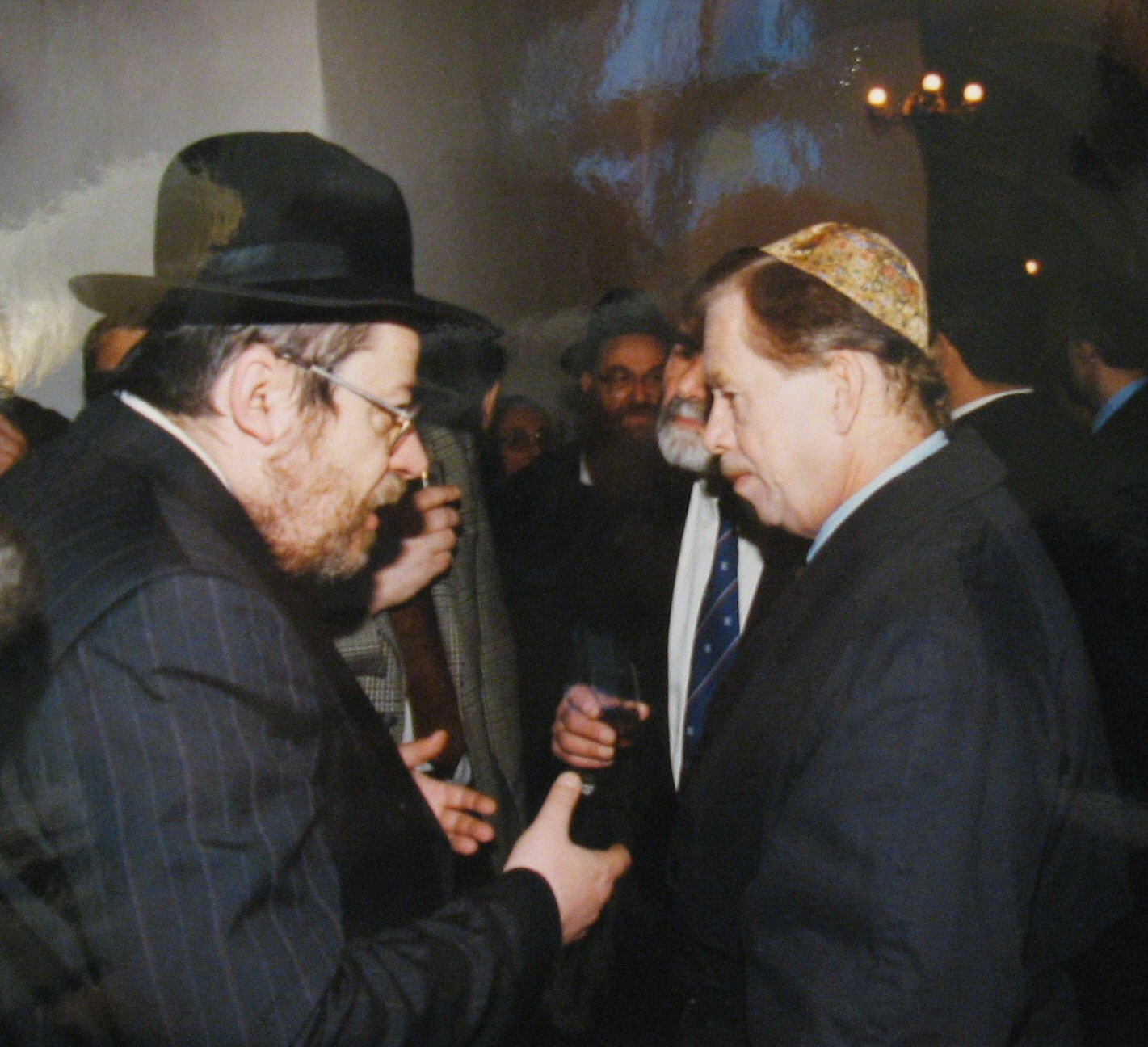
Václav Havel e Karol Sidon (à esquerda), seu amigo e mais tarde rabino-chefe tcheco

Bandeira do presidente da República Tcheca. O lema nacional "A verdade prevalece" fazia parte do brasão da Tchecoslováquia durante o período entre guerras.

Em 29 de dezembro de 1989, enquanto era líder do Fórum Cívico, Havel tornou-se presidente da Tchecoslováquia por voto unânime da Assembleia Federal. Ele insistiu por muito tempo que não estava interessado em política e argumentou que a mudança política no país deveria ser induzida por meio de iniciativas cívicas autônomas e não por meio de instituições oficiais. Em 1990, logo após sua eleição, Havel recebeu o Prêmio pela Liberdade da Internacional Liberal.
Em 1990, a Tchecoslováquia realizou suas primeiras eleições livres em 44 anos, resultando em uma vitória esmagadora do Fórum Cívico e sua contraparte eslovaca, o Público Contra a Violência. Juntos, eles obtiveram maiorias expressivas em ambas as casas do legislativo e registraram a maior porcentagem de votos populares registrada para uma eleição livre no país.
Apesar das crescentes tensões políticas entre tchecos e eslovacos em 1992, Havel apoiou a manutenção da República Federal Checa e Eslovaca antes da dissolução do país. Havel buscou a reeleição em 1992. Embora nenhum outro candidato tenha se apresentado, quando a votação ocorreu em 3 de julho, ele não conseguiu a maioria devido à falta de apoio dos deputados eslovacos. O maior partido político tcheco, o Partido Cívico Democrático, deixou claro que não apoiaria nenhum outro candidato. Depois de os eslovacos terem emitido a sua Declaração de Independência, ele demitiu-se da presidência a 20 de Julho, afirmando que não presidiria à desintegração do país.
Entretanto, quando a República Tcheca foi criada como um dos dois estados sucessores, ele se candidatou como seu primeiro presidente em 26 de janeiro de 1993 e venceu. Embora fosse nominalmente o chefe executivo do novo país, os redatores da Constituição da República Tcheca pretendiam conferir a maior parte do poder real ao primeiro-ministro. Entretanto, devido ao seu prestígio, ele ainda exercia grande autoridade moral, e a presidência adquiriu um papel maior do que os formuladores pretendiam. Por exemplo, em grande parte devido à sua influência, o Partido Comunista da Boêmia e Morávia (KSCM), sucessor da filial do KSC nas Terras Tchecas, foi mantido à margem durante a maior parte de sua presidência. Havel suspeitava que o KSCM ainda era um partido stalinista não reformado.
A popularidade de Havel no exterior ultrapassou a sua popularidade em casa, e ele foi frequentemente alvo de controvérsia e crítica. Durante seu mandato, Havel declarou que a expulsão da população alemã dos Sudetos após a Segunda Guerra Mundial foi imoral, causando grande controvérsia em seu país. Ele também estendeu a anistia geral como um de seus primeiros atos como presidente, numa tentativa de diminuir a pressão em prisões superlotadas, bem como libertar presos políticos e pessoas que podem ter sido presas injustamente durante a era comunista. Havel considerou que muitas das decisões dos tribunais do regime anterior não eram dignas de confiança e que a maioria dos que estavam presos não tinham tido julgamentos justos. No entanto, os críticos afirmaram que esta amnistia levou a um aumento significativo da taxa de criminalidade:  o número total de crimes duplicou, tal como o número de homicídios. Vários dos piores crimes da história da criminologia checa foram cometidos por criminosos libertados nesta amnistia. Quatro anos após a Revolução de Veludo (e após outras duas amnistias declaradas por Havel), a criminalidade mais do que triplicou desde 1989.
Em uma entrevista com Karel Hvížďala (incluída em Para o Castelo e Volta), Havel expressou seu sentimento de que sua realização mais importante como presidente foi ter contribuído para a dissolução do Pacto de Varsóvia. Segundo sua declaração, a dissolução foi muito complicada. A infraestrutura criada pelo Pacto de Varsóvia fazia parte das economias de todos os estados-membros, e a dissolução do Pacto exigiu uma reestruturação que levou muitos anos para ser concluída.

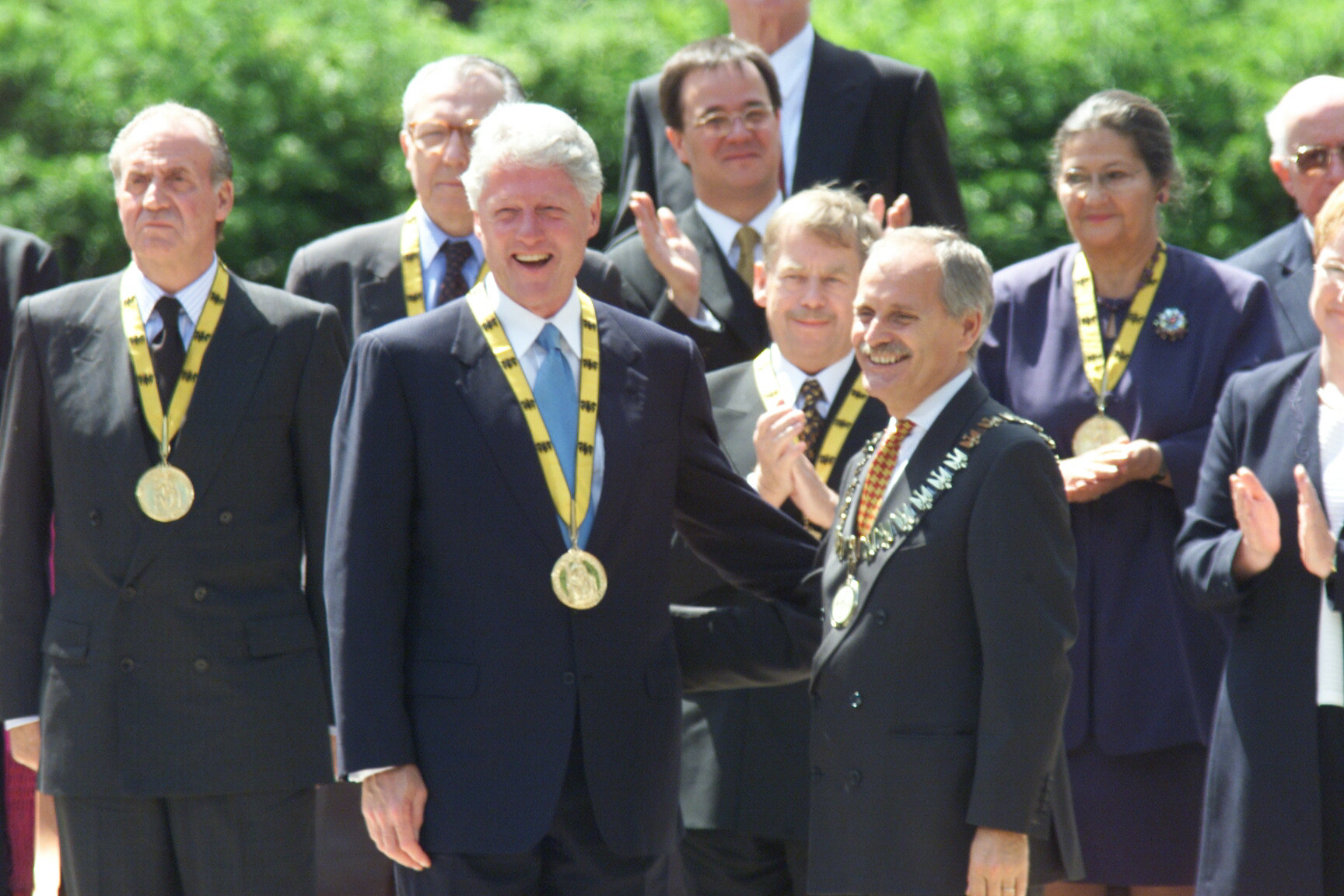
Havel, juntamente com Bill Clinton, o Rei Juan Carlos I da Espanha e Simone Veil em 2000

Após uma disputa legal com sua cunhada Dagmar Havlová (esposa de seu irmão Ivan M. Havel), Havel decidiu vender sua participação de 50% no Palácio Lucerna, na Praça Venceslau, em Praga, construído de 1907 a 1921 por seu avô, também chamado Václav Havel (grafado Vácslav), um dos "palácios" multifuncionais no centro da outrora próspera Praga pré-Segunda Guerra Mundial. Numa transação organizada por Marián Čalfa, Havel vendeu a propriedade a Václav Junek, um antigo espião comunista em França e chefe do conglomerado Chemapol Group, que em breve estaria falido, e que mais tarde admitiu abertamente ter subornado políticos do Partido Social-Democrata Tcheco.
Seu amigo próximo era Ivan Medek, que se tornou chefe do gabinete do presidente.
Em janeiro de 1996, Olga Havlová, sua esposa por 32 anos, morreu de câncer aos 62 anos. Em dezembro de 1996, Havel, que era fumante inveterado há muito tempo, foi diagnosticado com câncer de pulmão. A doença reapareceu dois anos depois. Ele parou de fumar. Em 1997, ele se casou novamente com a atriz Dagmar Veškrnová.
Havel estava entre os políticos influentes que mais contribuíram para a transição da OTAN de uma aliança anti- Pacto de Varsóvia para sua forma atual. Havel defendeu vigorosamente a inclusão de antigos membros do Pacto de Varsóvia, como a República Tcheca, na aliança ocidental.
Havel foi reeleito presidente em 1998. Ele teve que passar por uma colostomia em Innsbruck quando seu cólon se rompeu enquanto ele estava de férias na Áustria.
Em 30 de janeiro de 2003, Havel assinou a Carta dos Oito apoiando a planejada invasão do Iraque pelos EUA.
Havel deixou o cargo após seu segundo mandato como presidente tcheco, que terminou em 2 de fevereiro de 2003. Václav Klaus, um de seus maiores adversários políticos, foi eleito seu sucessor como presidente em 28 de fevereiro de 2003. Margaret Thatcher escreveu sobre os dois homens em seu tratado de política externa Statecraft, reservando maior respeito para Havel. A dedicação de Havel à democracia e sua firme oposição à ideologia comunista lhe renderam admiração.

## Carreira pós-presidencial

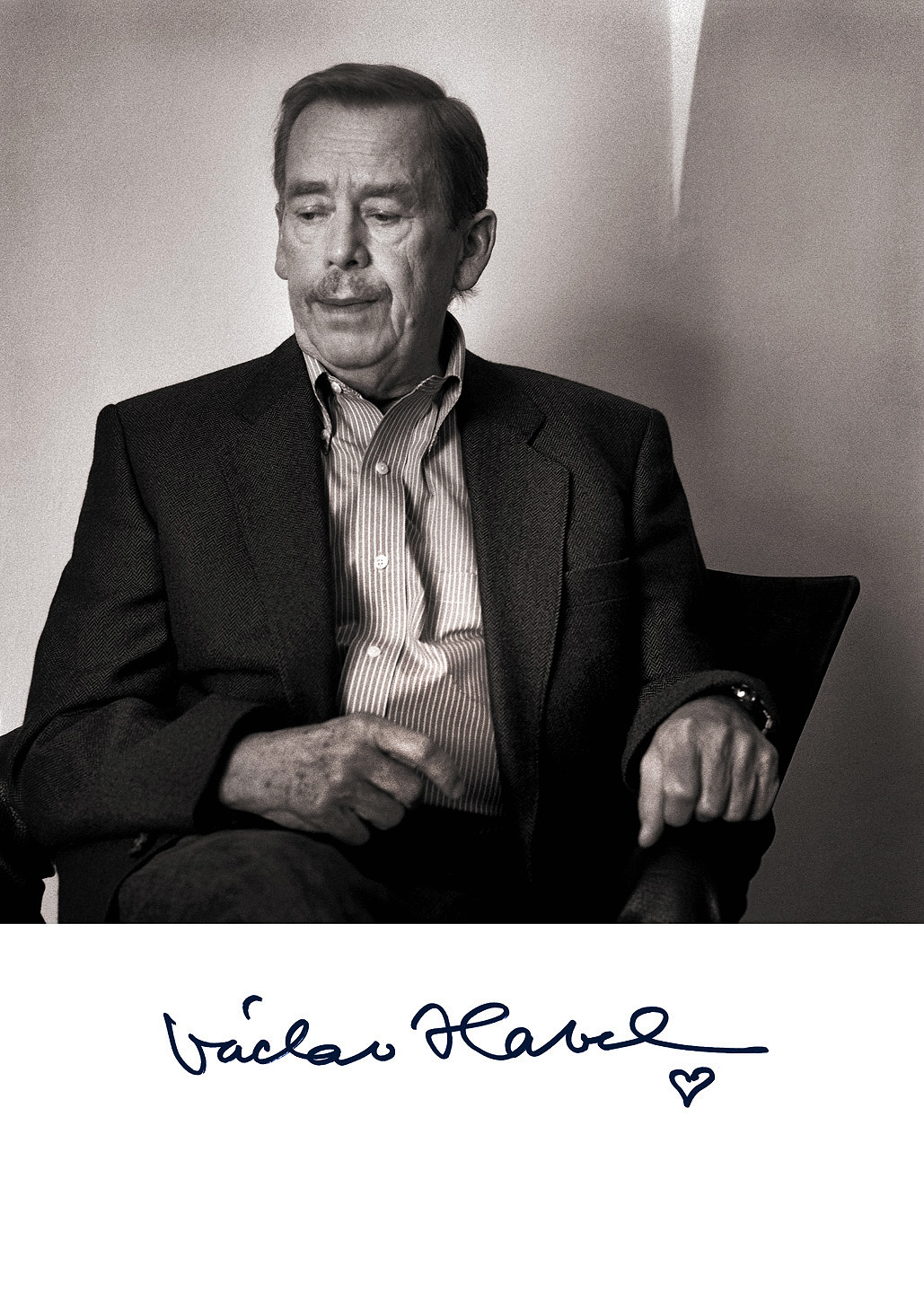
Em sua pós-presidência, Havel se concentrou em assuntos europeus

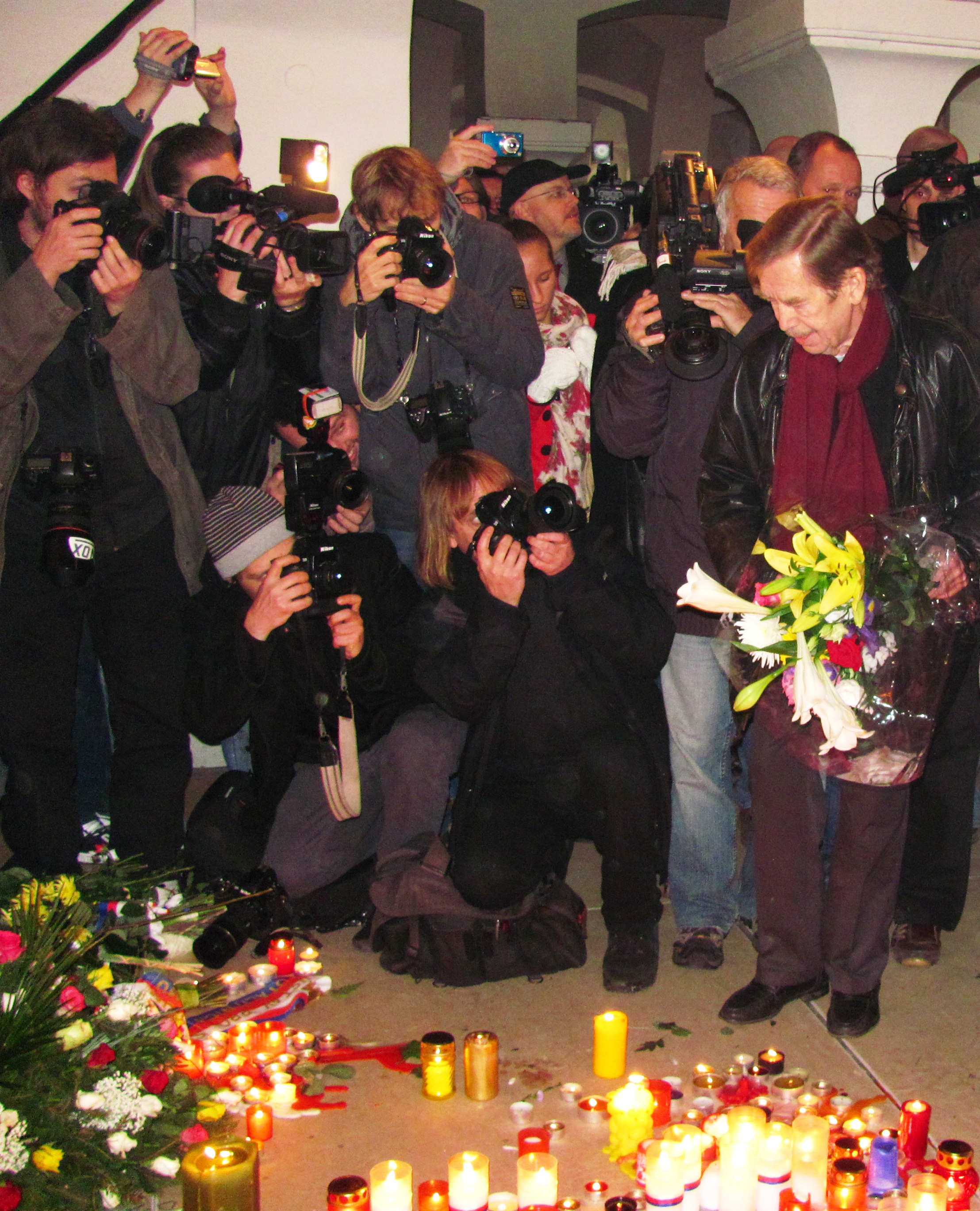
Václav Havel no Memorial da Revolução de Veludo (Rua Národní, Praga) em novembro de 2010

A partir de 1997, Havel sediou o Fórum 2000, uma conferência anual para "identificar os principais problemas enfrentados pela civilização e explorar maneiras de evitar a escalada de conflitos que tenham religião, cultura ou etnia como seus principais componentes". Em 2005, o ex-presidente ocupou a Cátedra Kluge para a Cultura Moderna no Centro John W. Kluge da Biblioteca do Congresso dos Estados Unidos, onde continuou a sua investigação sobre direitos humanos. Em novembro e dezembro de 2006, Havel passou oito semanas como artista visitante residente na Universidade de Columbia. A estadia foi patrocinada pela Columbia Arts Initiative e contou com "apresentações e painéis centrados em sua vida e ideias", incluindo uma "conversa" pública com o ex-presidente dos EUA Bill Clinton. Ao mesmo tempo, a Untitled Theater Company No. 61 lançou o Havel Festival, o primeiro festival completo de suas peças em vários locais da cidade de Nova York, incluindo o Brick Theatre e o Ohio Theatre, em comemoração ao seu 70º aniversário. Havel era membro da World Future Society e discursou para os membros da Sociedade em 4 de julho de 1994. Seu discurso foi posteriormente publicado na revista THE FUTURIST (julho de 1995).
Havel era muito admirado pelos cidadãos tchecos. Na pesquisa realizada para o programa de TV Největší Čech de 2005 (o spin-off tcheco do BBC 100 Greatest Britons), Havel ficou em terceiro lugar.
O livro de memórias de Havel sobre sua experiência como presidente, Para o Castelo e Volta, foi publicado em maio de 2007. O livro mistura uma entrevista no estilo de Perturbações da Paz com memorandos reais que ele enviou à sua equipe e entradas de diário e lembranças modernas.
Em 4 de agosto de 2007, Havel se encontrou com membros do Teatro Livre da Bielorrússia em sua casa de verão na República Tcheca, em uma demonstração de seu apoio contínuo, que foi fundamental para que o teatro alcançasse reconhecimento internacional e adesão à Convenção Teatral Europeia.
Havel fez uma greve de fome em 2007 para apoiar o médico curdo e ativista de direitos humanos Yekta Uzunoglu em sua batalha judicial. Um ex-presidente que fez greve de fome para apoiar a batalha jurídica de um estrangeiro no seu país foi uma estreia na história mundial.
A primeira peça nova de Havel em quase duas décadas, Saindo, foi publicada em novembro de 2007 e deveria ter estreado mundialmente em junho de 2008 no Teatro Vinohrady de Praga, mas o teatro a retirou em dezembro, pois sentiu que não poderia fornecer o suporte técnico necessário para montar a peça. A peça estreou em 22 de maio de 2008 no Teatro Archa, recebendo aplausos de pé. Havel baseou a peça no Rei Lear, de William Shakespeare, e em O Jardim das Cerejeiras, de Anton Chekhov; "O chanceler Vilém Rieger é o personagem central de Leaving, que enfrenta uma crise após ser removido do poder político." A peça teve sua estreia em inglês no Orange Tree Theatre em Londres e sua estreia americana no The Wilma Theatre na Filadélfia. Havel posteriormente dirigiu uma versão cinematográfica da peça, que estreou na República Tcheca em 22 de março de 2011.
Outras obras incluíram o pequeno esboço Pět Tet, uma sequência moderna de Revelação, e O Porco, ou a Caça ao Porco de Václav Havel, que estreou em Brno no Theatre Goose on a String e teve sua estreia em inglês no 3LD Art & Technology Center em Nova York, em uma produção da Untitled Theater Company No. 61, em uma produção apresentada no Ice Factory Festival em 2011 e posteriormente revivida como uma produção completa em 2014, tornando-se uma escolha do crítico do New York Times.
Em 2008, Havel tornou-se membro do Conselho Europeu de Tolerância e Reconciliação. Ele encontrou-se com o presidente dos EUA, Barack Obama, em privado antes da partida de Obama, após o fim da cimeira da União Europeia (UE) e dos Estados Unidos (EUA) em Praga, em Abril de 2009. Havel foi presidente do Conselho Internacional da Fundação de Direitos Humanos e membro do conselho consultivo internacional da Fundação Memorial das Vítimas do Comunismo.
Havel foi um apoiador da Campanha para o Estabelecimento de uma Assembleia Parlamentar das Nações Unidas, uma organização que faz campanha pela reforma democrática das Nações Unidas e pela criação de um sistema político internacional mais responsável. A partir da década de 1980, Havel apoiou o movimento da política verde, em parte devido à sua amizade com o cofundador do partido alemão Aliança 90/Os Verdes, Milan Horáček . De 2004 até sua morte, ele apoiou o Partido Verde Tcheco.

## Morte

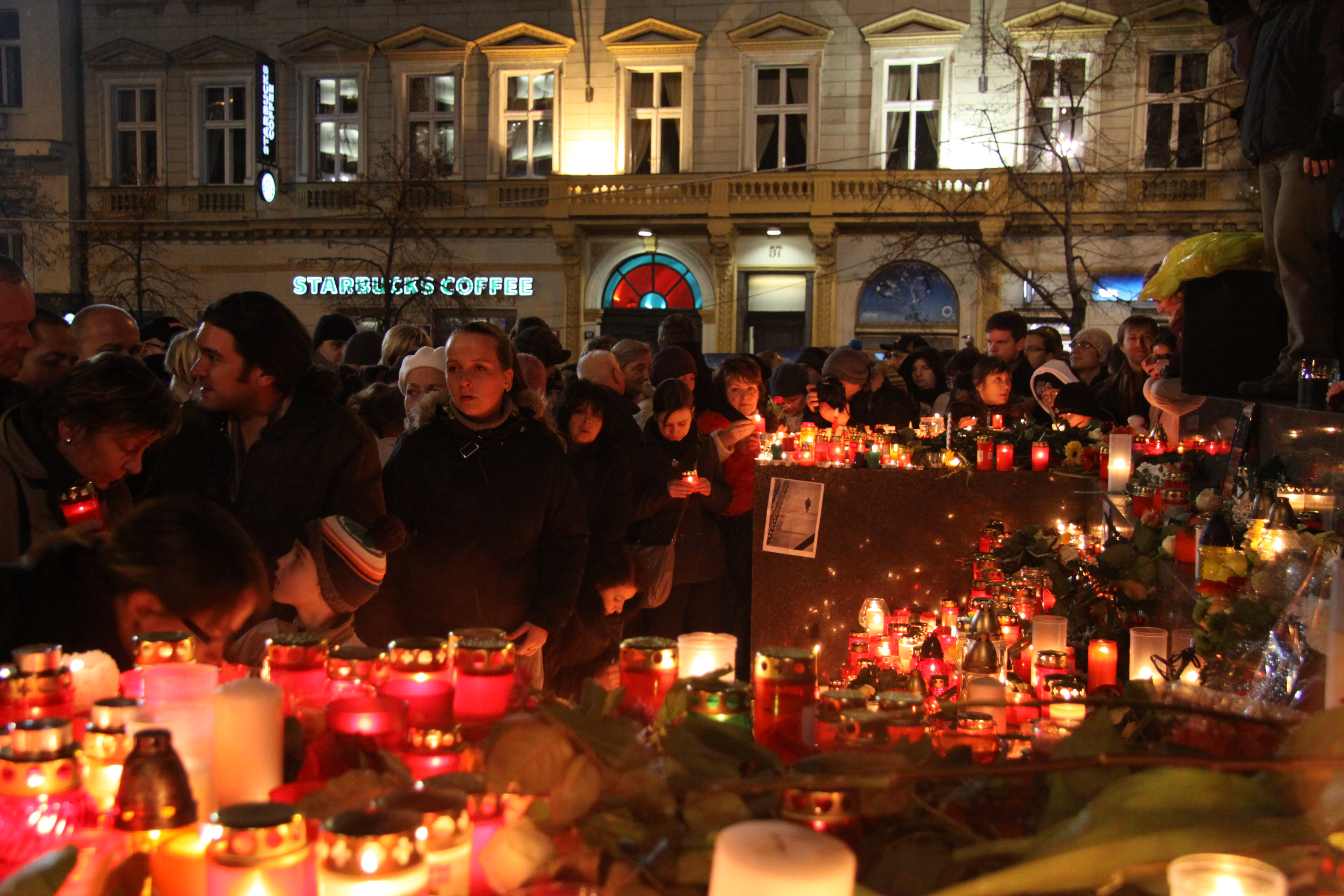
Encontro em memória de Václav Havel na Praça de Venceslau, em Praga, no dia de sua morte, em 18 de dezembro de 2011

Uma semana antes de sua morte, ele se encontrou com seu amigo de longa data, o Dalai Lama, em Praga; Havel apareceu em uma cadeira de rodas. Ele morreu na manhã de 18 de dezembro de 2011, aos 75 anos, em sua casa de campo em Hrádeček.
O primeiro-ministro Petr Nečas anunciou um período de luto de três dias, de 21 a 23 de dezembro, data anunciada pelo presidente Václav Klaus para o funeral de estado. A missa fúnebre foi realizada na Catedral de São Vito, celebrada pelo Arcebispo de Praga, Dominik Duka, e pelo velho amigo de Havel, Bispo Václav Malý. Durante a cerimônia, uma salva de 21 tiros foi disparada em homenagem ao ex-presidente e, de acordo com o pedido da família, uma cerimônia privada foi realizada no Crematório Strašnice, em Praga. As cinzas de Havel foram colocadas no túmulo da família no Cemitério Vinohrady em Praga. Em 23 de dezembro de 2011, o Concerto de Homenagem a Václav Havel foi realizado no Palác Lucerna de Praga.

### Reações

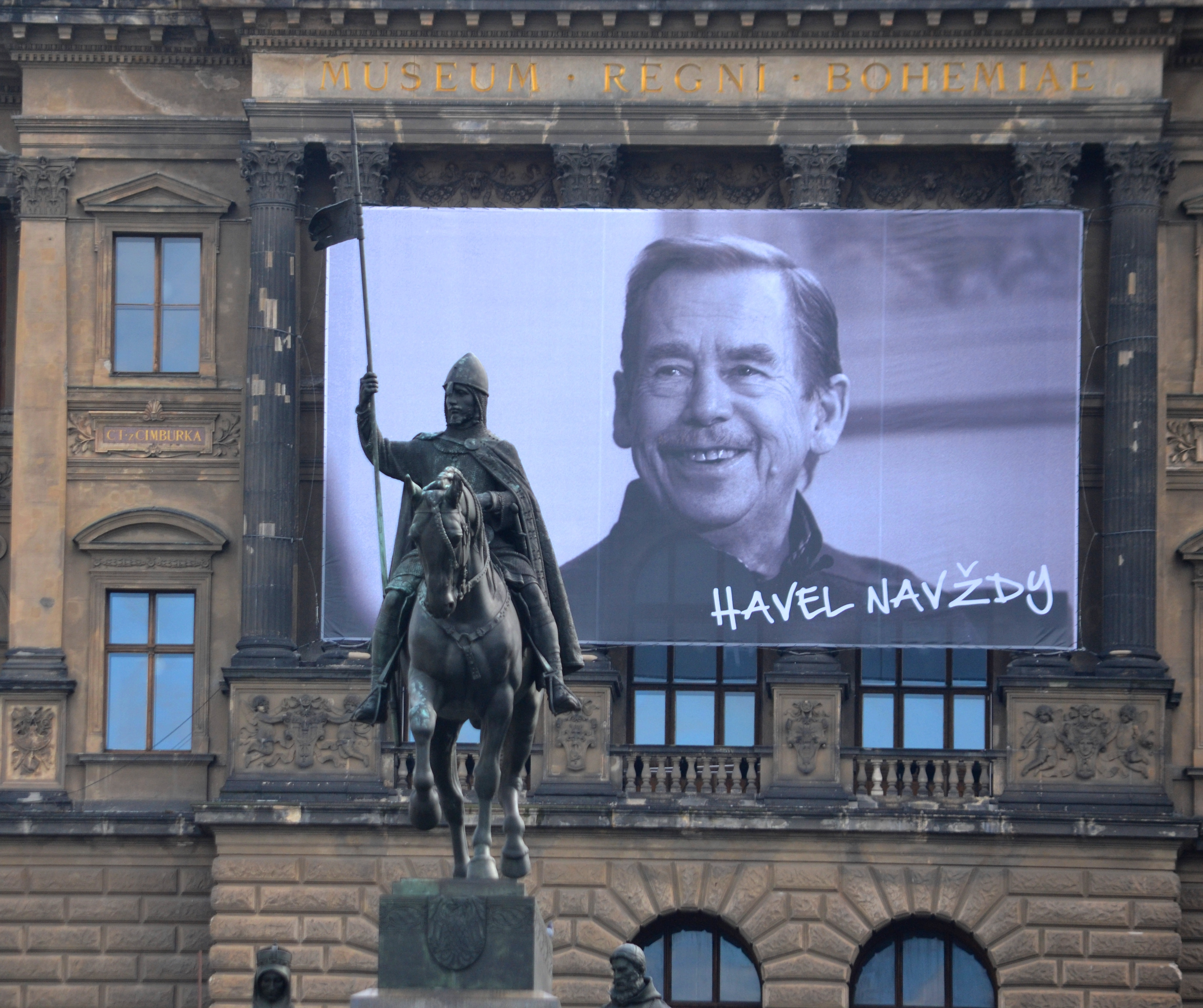
Uma grande tapeçaria de Václav Havel com a legenda Havel para sempre foi inaugurada na Praça de Venceslau em 17 de novembro de 2014, no 25º aniversário da Revolução de Veludo.

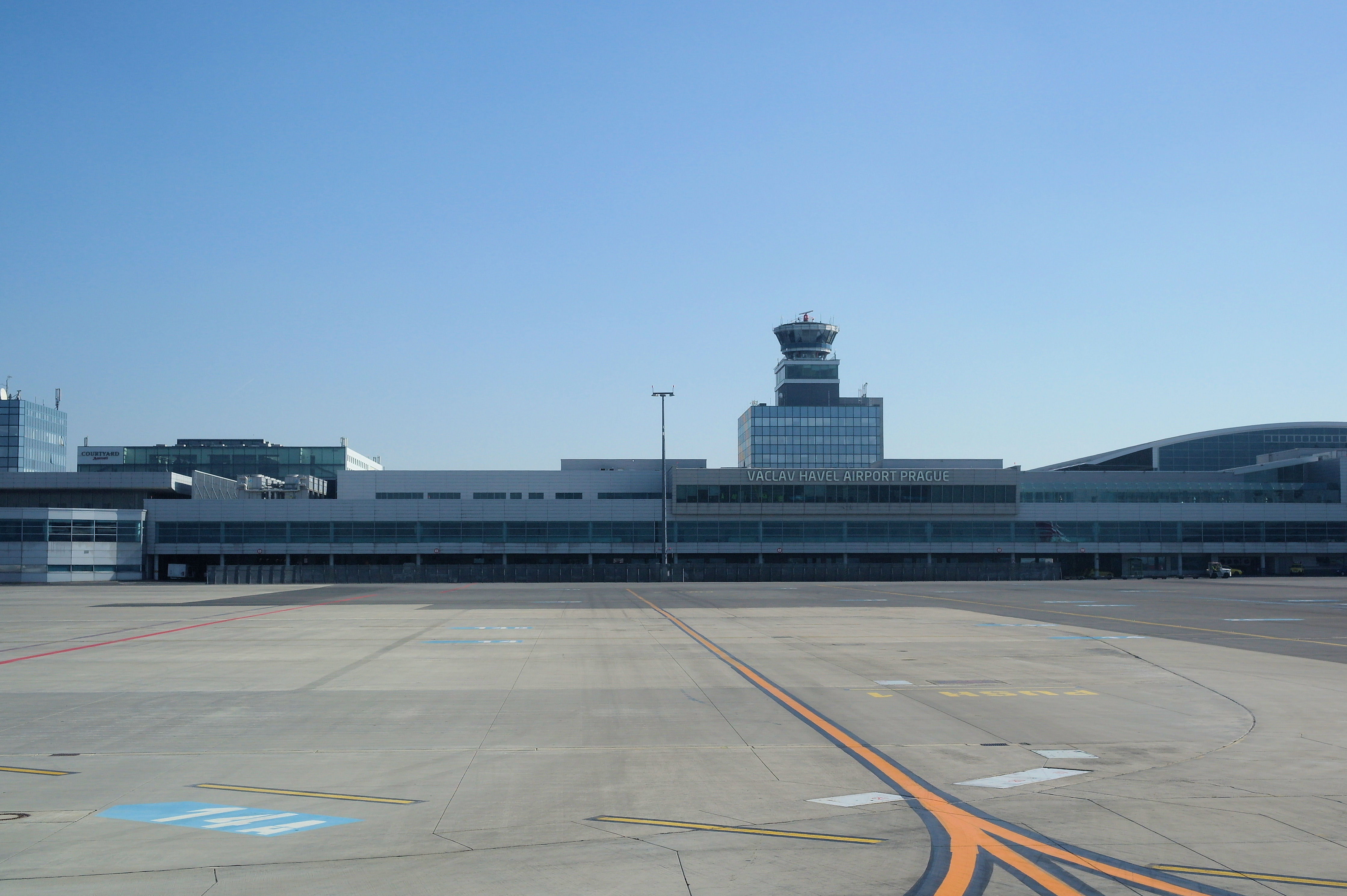
O aeroporto internacional de Praga foi renomeado para Aeroporto Václav Havel de Praga

Poucas horas depois, a morte de Havel foi recebida com inúmeras homenagens, incluindo do presidente dos EUA, Barack Obama, do primeiro-ministro britânico, David Cameron, da chanceler alemã, Angela Merkel, e do ex-presidente polonês, Lech Wałęsa. Merkel chamou Havel de "um grande europeu", enquanto Wałęsa disse que ele deveria ter recebido o Prêmio Nobel da Paz. A Embaixada da Rússia enviou uma condolência oficial em nome do presidente Dmitry Medvedev e do primeiro-ministro Vladimir Putin. A Eslováquia declarou o dia 23 de dezembro como dia de luto nacional.
Com a notícia de sua morte, a ex-secretária de Estado dos EUA, Madeleine Albright, natural da Tchecoslováquia, disse: "Ele foi uma das grandes figuras do século XX", enquanto o romancista tcheco expatriado Milan Kundera disse: "A obra mais importante de Václav Havel é sua própria vida." O líder do Partido Comunista da Boêmia e Morávia, Vojtěch Filip, afirmou que Havel era uma pessoa muito controversa e que suas palavras frequentemente conflitavam com suas ações. Ele criticou Havel por ter apoiado o bombardeio da OTAN na Iugoslávia, repetindo a acusação de que Havel havia chamado o evento de "bombardeio humanitário", embora Havel tivesse expressa e enfaticamente negado ter usado tal frase.
Uma petição online organizada por um dos mais conhecidos realizadores de cinema checos e eslovacos, Fero Fenič, apelando ao governo e ao Parlamento para que renomeassem o Aeroporto Ruzyně de Praga para Aeroporto Internacional Václav Havel, atraiu — numa semana após 20 de Dezembro de 2011 — o apoio de mais de 80 000 signatários checos e estrangeiros. Foi anunciado que o aeroporto passaria a chamar-se Aeroporto Václav Havel de Praga em 5 de Outubro de 2012.
Ao analisar uma nova biografia de Michael Žantovský, a historiadora de Yale Marci Shore resumiu seus desafios como presidente: "A mensagem de Havel, 'Somos todos responsáveis, somos todos culpados', não era popular. Ele decretou uma anistia geral para todos, exceto os criminosos mais graves, pediu desculpas em nome da Tchecoslováquia pela expulsão dos alemães dos Sudetos após a Segunda Guerra Mundial e resistiu às demandas por um expurgo mais draconiano dos colaboradores da polícia secreta. Essas coisas também não eram populares. E enquanto o governo empreendia a privatização e a restituição, Havel confrontou esquemas de pirâmide, corrupção financeira e capitalismo de barão ladrão. Ele viu seu país se desintegrar (ainda que sem derramamento de sangue), tornando-se em 1993 a República Tcheca e a Eslováquia."

## Prêmios
Em 1986, Havel recebeu o Prêmio Erasmus, em 1989 o Prêmio da Paz dos Editores Alemães e, em 1990, recebeu o Prêmio Gottlieb Duttweiler por suas contribuições extraordinárias ao bem-estar da comunidade em geral. No mesmo ano recebeu a medalha da Liberdade.
Em 1993, foi eleito membro honorário da Royal Society of Literature.
Em 4 de julho de 1994, Václav Havel recebeu a Medalha da Liberdade da Filadélfia. Em seu discurso de aceitação, ele disse: "A ideia de direitos humanos e liberdades deve ser parte integrante de qualquer ordem mundial significativa. No entanto, acredito que ela deve ser ancorada em um lugar diferente, e de uma maneira diferente, do que tem sido o caso até agora. Se for para ser mais do que apenas um slogan ridicularizado por metade do mundo, não pode ser expressa na linguagem de uma era que se vai, e não deve ser mera espuma flutuando nas águas calmas da fé, em uma relação puramente científica com o mundo".
Havel foi eleito para a Sociedade Filosófica Americana em 1995.
Em 1997, Havel recebeu ex aequo o Prêmio Príncipe das Astúrias de Comunicação e Humanidades e o Prêmio Mundial Cino Del Duca.
Em 1998, o júri do Prémio de Teatro da Europa atribuiu-lhe um prêmio especial pelo Presidente Jack Lang.
Em 2001, foi eleito para a Academia Americana de Artes e Ciências.
Em 2002, ele foi o terceiro ganhador do Prêmio de Cidadania Hanno R. Ellenbogen, concedido pela Sociedade de Praga para Cooperação Internacional . Em 2003, ele foi agraciado com o Prêmio Internacional Gandhi da Paz pelo governo da Índia por sua contribuição notável para a paz mundial e defesa dos direitos humanos nas situações mais difíceis por meios gandhianos; ele foi o primeiro ganhador do Prêmio Embaixador da Consciência da Anistia Internacional por seu trabalho na promoção dos direitos humanos; ele recebeu a Medalha Presidencial da Liberdade dos EUA; e foi nomeado Companheiro Honorário da Ordem do Canadá.

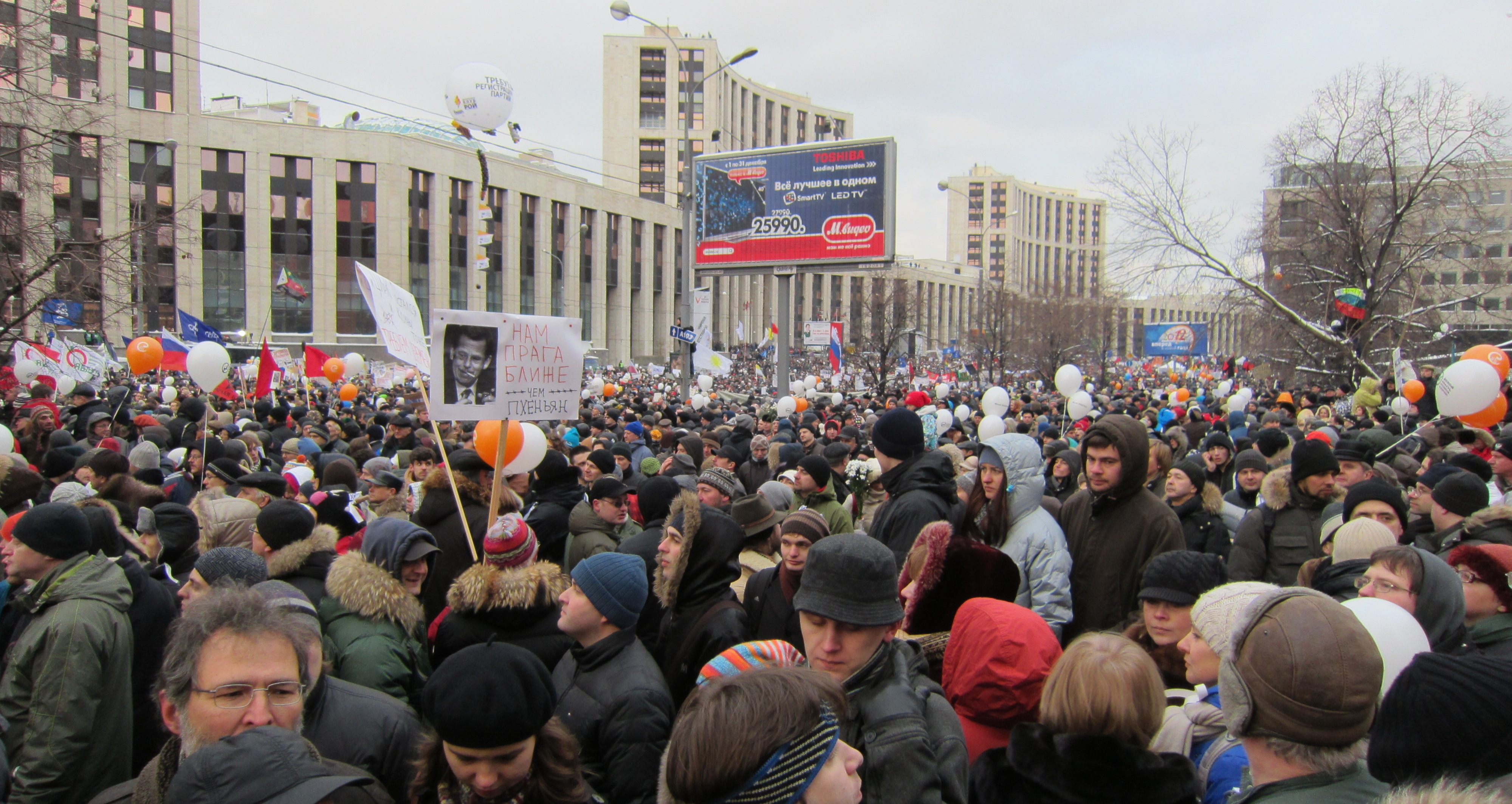
Manifestantes russos seguram retrato de Václav Havel durante uma manifestação anti-regime em Moscou, 24 de dezembro de 2011

Em 2008, ele também foi agraciado com a Medalha Giuseppe Motta por seu apoio à paz e à democracia. Como ex-presidente checo, Havel era membro do Clube de Madrid. Em 2009, ele foi premiado com o Prêmio Quadriga, mas decidiu devolvê-lo em 2011 após o anúncio de Vladimir Putin como um dos ganhadores do prêmio de 2011.
Havel também recebeu vários doutorados honorários de várias universidades, como o prestigioso Institut d'études politiques de Paris (Sciences Po) em 2009, e foi um membro associado estrangeiro da Académie des Sciences Morales et Politiques de outubro de 1992 até sua morte.
Em 10 de outubro de 2011, Havel foi condecorado pelo presidente georgiano Mikheil Saakashvili com a Ordem da Vitória de São Jorge. Em novembro de 2014, ele se tornou o quarto não americano homenageado com um busto no Capitólio dos Estados Unidos.

## Honrarias e condecorações estatais

### Honras
| País             | Honras                                                                          | Barreta | Data              | Cidade           |
| ---------------- | ------------------------------------------------------------------------------- | ------- | ----------------- | ---------------- |
| Argentina        | Colar da Ordem do Libertador San Martin                                         |         | Setembro de 1996  | Buenos Aires     |
| Áustria          | Condecoração Austríaca de Ciência e Arte                                        |         | Novembro de 2005  | Viena            |
| Brasil           | Grande Colar da Ordem Nacional do Cruzeiro do Sul                               |         | Outubro de 1990   | Praga            |
| Brasil           | Grã-Cruz da Ordem do Rio Branco                                                 |         | Setembro de 1996  | Brasília         |
| Canadá           | Companheiro Honorário da Ordem do Canadá                                        |         | Março de 2004     | Praga            |
| República Tcheca | Ordem do Leão Branco (Divisão Civil) com Corrente de Colarinho, 1ª Classe       |         | Outubro de 2003   | Praga            |
| República Tcheca | Ordem de Tomáš Garrigue Masaryk, 1ª Classe                                      |         | Outubro de 2003   | Praga            |
| Estônia          | Colar com Cruz da Ordem da Cruz da Terra Mariana                                |         | Abril de 1996     | Tallinn          |
| França           | Grã-Cruz da Ordem Nacional da Legião de Honra                                   |         | Março de 1990     | Paris            |
| França           | Comandante da Ordem das Artes e das Letras                                      |         | Fevereiro de 2001 | Paris            |
| Geórgia          | Ordem da Vitória de São Jorge                                                   |         | Outubro de 2011   | Praga            |
| Alemanha         | Classe Especial da Grã-Cruz da Ordem do Mérito da República Federal da Alemanha |         | Maio de 2000      | Berlim           |
| Hungria          | Grã-Cruz com Corrente da Ordem do Mérito da República da Hungria                |         | Setembro de 2001  | Praga            |
| Itália           | Grã-Cruz com Cordão da Ordem do Mérito da República Italiana                    |         | Abril de 2002     | Roma             |
| Jordânia         | Colar da Ordem de al-Hussein bin Ali                                            |         | Setembro de 1997  | Amã              |
| Letônia          | Comandante Grã-Cruz com Corrente da Ordem das Três Estrelas                     |         | Agosto de 1999    | Praga            |
| Lituânia         | Grã-Cruz da Ordem de Vytautas o Grande                                          |         | Setembro de 1999  | Praga            |
| Polônia          | Ordem da Águia Branca                                                           |         | Outubro de 1993   | Varsóvia         |
| Portugal         | Grande Colar da Ordem da Liberdade                                              |         | Dezembro de 1990  | Lisboa           |
| Taiwan           | Grande Cordão Especial da Ordem da Estrela Brilhante                            |         | Novembro de 2004  | Taipé            |
| Eslováquia       | Ordem da Dupla Cruz Branca, 1ª Classe                                           |         | Janeiro de 2003   | Bratislava       |
| Eslovênia        | Ordem da Liberdade da República da Eslovênia                                    |         | Novembro de 1993  | Liubliana        |
| Espanha          | Grã-Cruz com Colar da Ordem de Isabel a Católica                                |         | Julho de 1995     | Praga            |
| Turquia          | Ordem do Estado da República da Turquia, 1ª Classe                              |         | Outubro de 2000   | Ancara           |
| Ucrânia          | Ordem de Jaroslau, o Sábio                                                      |         | Outubro de 2006   | Praga            |
| Reino Unido      | Cavaleiro Grã-Cruz da Ordem do Banho (Divisão Civil)                            |         | Março de 1996     | Praga            |
| Estados Unidos   | Medalha Presidencial da Liberdade                                               |         | Julho de 2003     | Washington, D.C. |
| Uruguai          | Medalha da República Oriental do Uruguai                                        |         | Setembro de 1996  | Montevidéu       |

### Prêmios
- Índia: Prêmio Indira Gandhi da Paz (1993), Nova Deli[118]
- Países Baixos: Geuzenpenning (1995), Vlaardingen
- União Europeia: Prêmio Europa de Teatro - Prêmio Especial (1998), Taormina
- Índia: Prêmio Gandhi da Paz (08/2003), Deli

## Memoriais

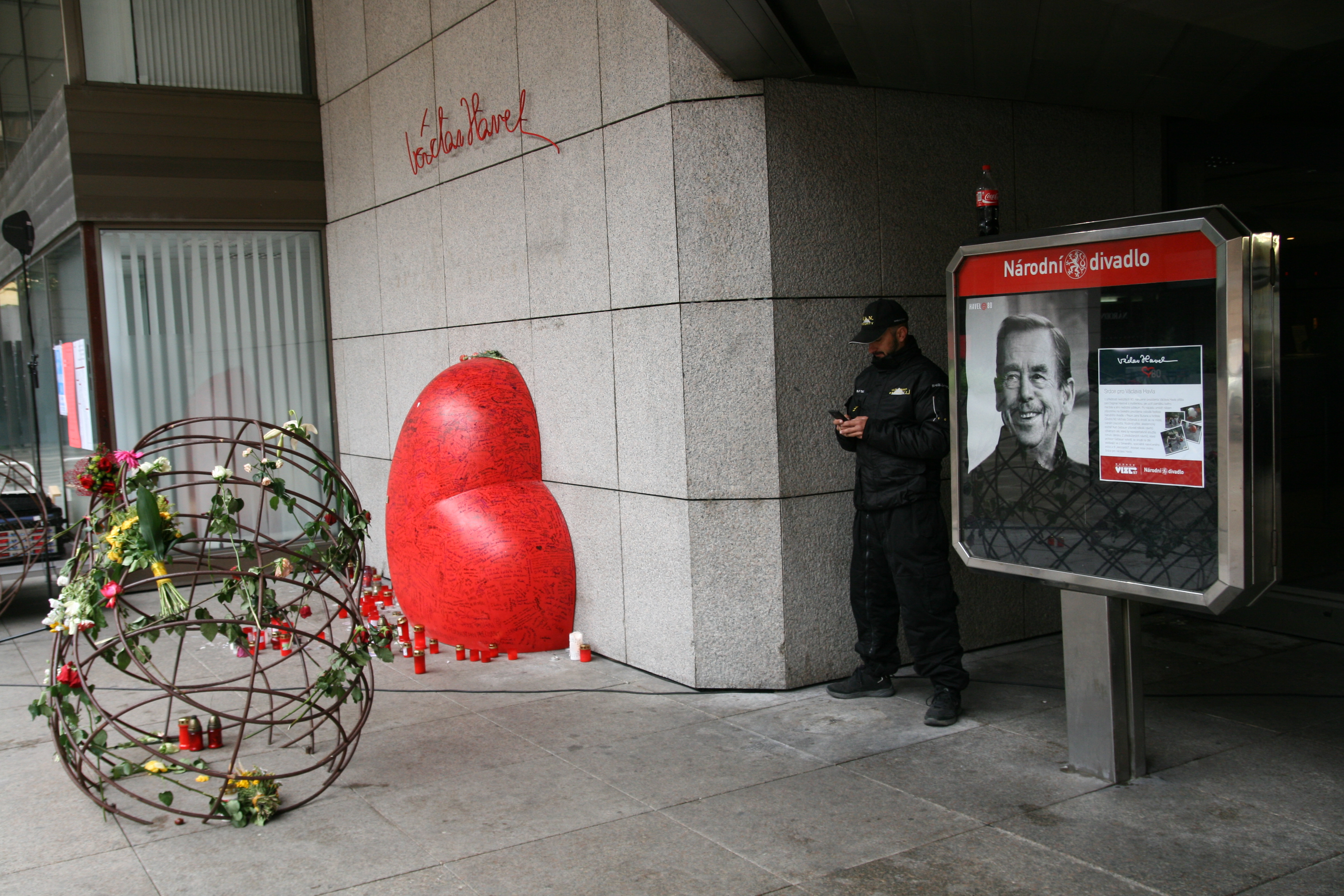
Praça Václav Havel em Praga, 2016

### Prêmio Václav Havel de Dissidência Criativa
Em abril de 2012, a viúva de Havel, Dagmar Havlová, autorizou a criação do Prêmio Václav Havel para Dissidência Criativa. O prêmio foi criado pela Human Rights Foundation, sediada em Nova York, e é concedido no Fórum Anual da Liberdade de Oslo. O prêmio "celebra aqueles que se envolvem em dissidência criativa, exibindo coragem e criatividade para desafiar a injustiça e viver na verdade".

### Biblioteca Václav Havel
A Biblioteca Václav Havel, localizada em Praga, é uma organização de caridade fundada por Dagmar Havlová, Karel Schwarzenberg e Miloslav Petrusek em 26 de julho de 2004. Mantém uma coleção de materiais pictóricos, sonoros e escritos e outros artefatos ligados a Václav Havel. A instituição reúne esses materiais para fins de digitalização, documentação e pesquisa, além de promover suas ideias. Organiza palestras, realiza conferências e eventos sociais e culturais que apresentam ao público o trabalho de Václav Havel e reuniões de discussão do clube sobre questões sociais atuais.
Em maio de 2012, a biblioteca abriu uma filial na cidade de Nova York chamada Fundação Biblioteca Václav Havel. Em 2014, a Biblioteca Václav Havel mudou-se para instalações maiores em Ostrovni 13, no centro de Praga.

### Edifício Václav Havel do Parlamento Europeu
Em julho de 2017, o Parlamento Europeu inaugurou um novo edifício em seu local oficial, Estrasburgo. O edifício recebeu o nome de Havel e foi decorado com um busto do ex-presidente checo.

### Memória de Václav Havel em Zagreb

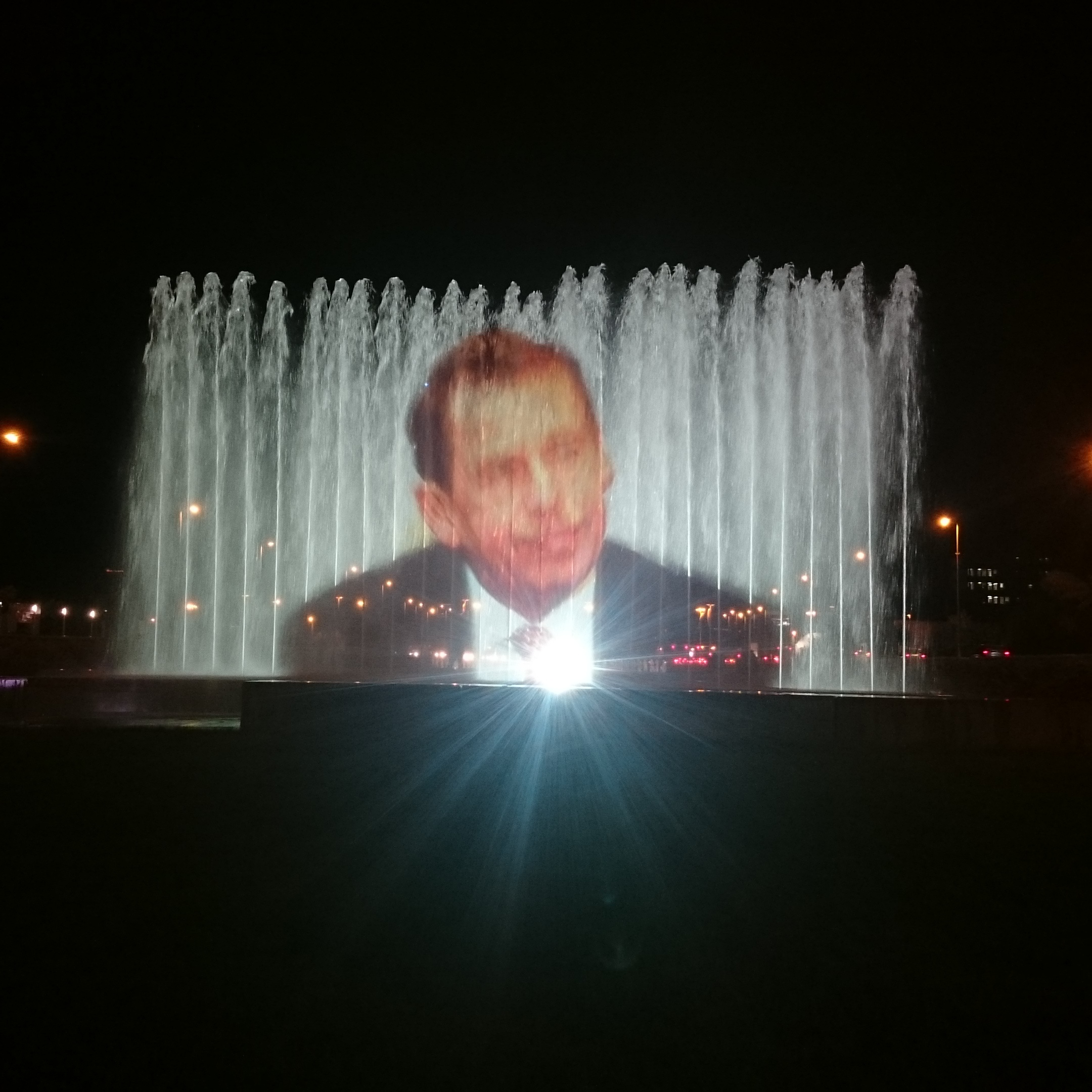
Fotografia de Václav Havel em uma fonte em Zagreb, Croácia

Em 4 de outubro de 2016, um dia antes do que seria o 80º aniversário de Václav Havel, sua fotografia foi apresentada em uma fonte na capital croata, Zagreb. A Sociedade Croata-Checa propôs a Rua Václav Havel em Zagreb.

### Avenida Václav Havel e placa memorial em Kiev
Em novembro de 2016, o Václav Havel Boulevard foi inaugurado em Kiev, Ucrânia. O novo nome substituiu o dado durante a era soviética, quando o boulevard foi nomeado em homenagem ao político comunista Jānis Lepse . Em dezembro, a primeira vice-presidente Iryna Herashchenko, juntamente com o ministro da Cultura da República Tcheca, Daniel Herman, e o ministro da Cultura da Ucrânia, Yevhen Nyshchuk, inauguraram uma placa memorial em homenagem a Václav Havel.

### Banco Václav Havel
O Banco Václav Havel (Havel's Place) é um projeto de utilidade artística e urbana, criado pelo arquiteto e designer tcheco Bořek Šípek. É composto por duas cadeiras de jardim de madeira conectadas por uma mesa redonda, que tem um furo interno. Uma tília, a árvore nacional tcheca, está crescendo neste buraco. Esses bancos podem ser encontrados em muitas cidades tchecas, bem como em alguns locais estrangeiros, como Washington, D.C., Dublin, Lisboa e Barcelona.

### Esculturas e bustos
Em 19 de novembro de 2014, um busto de Havel, criado pelo artista tcheco-americano Lubomír Janečka, foi inaugurado no Congresso dos EUA, comemorando o 25º aniversário da Revolução de Veludo. Havel é o quarto europeu a ser homenageado com um busto seu no Congresso dos EUA, depois de Winston Churchill, Raoul Wallenberg e Lajos Kossuth. Outra escultura de Havel está colocada numa sala de reuniões da Leinster House em Dublin, a sede histórica do Oireachtas, o Parlamento Nacional Irlandês.
Em 22 de junho de 2017, uma estátua de Václav Havel criada pelo escultor georgiano Jumber Jikia foi inaugurada em Tiblíssi, Geórgia.
A Fundação da Biblioteca Václav Havel doou um busto de Havel para a Universidade de Columbia, na cidade de Nova York. Este busto foi inaugurado em 27 de setembro de 2018, enquanto Havel era homenageado pela ex-secretária de Estado dos EUA, Madeleine Albright.

## Obras

### Coleções de poesia
- Čtyři rané básně (Quatro primeiros poemas)
- Záchvěvy I & II, 1954 (Aljavas I e II)
- První úpisy, 1955 (Primeiras notas promissórias)
- Prostory a časy, 1956 (Espaços e tempos)
- Na okraji jara (cyklus básní), 1956 (À beira da primavera (ciclo de poesia))
- Antikódy, 1964 (Anticódigos)

### Peças
- Vida pela frente/Você tem toda a vida pela frente, 1959, (Život před sebou) com Karel Brynda
- Metamorfose/Metamorfose, 1960/1961, (Motomorfóza), um esboço do Autostop
- Ela, Hela e o Hitch, 1960/1961, (Ela, Hela a stop), um esboço do Autostop; descartado da peça, perdido; encontrado em 2009; publicado em 2011
- Uma noite com a família, 1960, (Rodinný večer)
- Os Melhores Anos da Missis Hermanová, 1962, (Nejlepší rocky paní Hermanové) com Miloš Macourek
- A Festa no Jardim (Zahradní slavnost), 1963
- O Memorando (ou O Memo), 1965, (Vyrozumění)
- O Aumento da Dificuldade de Concentração, 1968, (Ztížená možnost soustředění)
- Borboleta na Antena, 1968, (Motýl na anténě)
- Anjo da Guarda, 1968, (Anděl strážný)
- Conspiradores, 1971, (Spiklenci)
- A Ópera do Mendigo, 1975, (Žebrácká opera)
- Audiência, 1975, (Audience) – uma peça Vanӗk
- Revelação, 1975, (Vernisáž) – uma peça Vanӗk
- Hotel de montanha 1976, (Horský hotel)
- Protesto, 1978, (Protest) – uma peça Vanӗk
- Erro, 1983, (Chyba)
- Largo desolato, 1984
- Tentação, 1985, (Pokoušení)
- Redesenvolvimento, 1987, (Asanace)
- O Porco, ou a Caça ao Porco de Václav Havel (Prase, aneb Václav Havel's Hunt for a Pig), 1987; publicado em 2010; estreou em 2010, com coautoria de Vladimír Morávek
- Amanhã, 1988, (Zítra to spustíme)
- Saindo (Odcházení), 2007
- Dezenas de Primos (Pět Tet), 2010, uma peça Vanӗk, um pequeno esboço/sequência de Revelação

### Livros de não ficção
- O Poder dos Impotentes (1985; Inclui o ensaio que dá título ao livro de 1978)
- Vivendo na Verdade (1986)
- Cartas para Olga (Dopisy Olze) (1988)
- Perturbando a Paz (1991)
- Cartas Abertas (1991)
- Meditações de verão (Letní přemítání) (1992/93)
- Rumo a uma Sociedade Civil (1994)
- A Arte do Impossível (1998)
- Para o Castelo e Volta (2007)

### Livros de ficção para crianças
- Pizh'duks

### Filmes
- Odcházení, 2011

## Música
- Havel foi um grande apoiador do The Plastic People of the Universe e amigo próximo de seu líder, Milan Hlavsa, seu empresário, Ivan Martin Jirous, e seu guitarrista/vocalista, Paul Wilson (que mais tarde se tornou o tradutor e biógrafo de Havel em inglês) e um grande fã da banda de rock The Velvet Underground, compartilhando respeito mútuo com o principal cantor e compositor Lou Reed. Reed entrevistou Havel em seu livro "Between Thought And Expression". Havel também foi um fã de Frank Zappa por toda a vida.[132][133]
- Havel também era um grande apoiador e fã de jazz e frequentava clubes de Praga como o Radost FX e o Reduta Jazz Club, onde o presidente dos EUA, Bill Clinton, tocava saxofone quando Havel o levou lá.[132]
- Havel fez amizade com Joan Baez depois de escapar da prisão fingindo ser seu roadie.[134]